# 風間恭子
風間 恭子（かざま きょうこ、1977年2月20日 - ）は、日本のAV女優。

## 出演作品

### アダルトビデオ
1995年
- ボイン・ザ・ボイン (10月19日、SAMM)共演:南条レイ
- デカパイ別 (女)必勝法 オッパイ乱れ狂いFUCK (11月30日、アテナ映像)…共演:沢村麻奈美、細川しのぶ、谷口奈保

1996年
- 麗しのキャンペーンガール 2 ズラしてイレても気持ちイイッ! (2月16日、V&Rプランニング)…オムニバス作品 他出演:秋山ゆかり
- 平成愛奴絵図 淫縛調教 (8月30日、シネマジック)共演:河合由美子、水島涼子
- 暴飲棒食 (10月15日、ビッグモーカル)
- スーパーナマ撮り SEX生中継 (12月25日、DOKAN)

1997年
- 巨乳ストーカー (1月23日、ビッグモーカル)他出演:東奈子、高倉綾
- 縄濡れ奴隷姉妹 (2月21日、ビッグモーカル)共演:小室瀬里奈
- 熱烈! おしゃぶり天国 (3月27日、ビッグモーカル)他出演:長瀬あゆ 他
- 淫縄調教画報 (5月21日、ビッグモーカル)…共演:村上ゆう
- エアロビインストラクターレイプ 汚絶輪姦の舞姫 (7月1日、アタッカーズ)

1998年
- 見せます オナニー娘のイキ方 3 (12月31日、エッチアールシー)他出演:和美、さやか ※「今日子」名義

2000年
- 憎いほど男殺し 6 女に犯される快感 (1月1日、アロマ企画)
- 巨乳義母 2 疼く肉体 (1月14日、笠倉出版社)
- インラン女子校生たまちゃん (6月13日、SODクリエイト)共演:広末奈緒、川奈まり子、星田真波
- ザ・未亡人 2 一周忌の追憶 (6月16日、東京音光)
- 菅原ちえ監督の手コキコキコキ 3 (10月20日、SODクリエイト)他出演:流星ラム、樹本あやね、工藤楓、浅野るり、木村真奈

2001年
- 地獄だよお義母さん 10 (4月20日、東京音光)
- 勝者だけが出来ること Wフェラチオ [特別編] 敗者でも出来ること (4月28日、アロマ企画)共演:坂口華奈

2002年
- SODが引越しをしました! そこに頼んでもいないのに監督さん達が全裸の女優さんを連れて来てくれました!? (1月20日、SODクリエイト)共演:森下くるみ、木下いつき、宮内ゆみ、坂口華奈、桜田由加里、七瀬ななみ、松葉まどか、水野奈菜、川奈まり子、倉本安奈、沢賀名、椎名みなみ

2003年
- 禁断の花園 2 〜千咲レズ地獄〜 (4月5日、SODクリエイト)共演:愛原千咲、笠木忍、卯月妙子
- めぞん癒され荘 (8月3日、SODクリエイト)共演:桜井あみ
- 義母が巨乳でガマンできないSP (8月27日、笠倉出版社)他出演:京本香織、本樹憂真
- 口ゲンカで男をタジタジにさせる女たち (9月1日、MOODYZ)共演:大城ありす、河野まりあ
- 魁・女汁 〜唾液からゲロ・経血まで (9月12日、アロマ企画)
- ミラクル・デュオ 〜日本的美少女たちの悩み〜 (10月18日、SODクリエイト)共演:天使美樹、愛原千咲
- 新・友の母 (12月19日、無敵の軍二)…共演:橘裕子

2004年
- 陽だまり夫人 (3月10日、ネクストイレブン）オムニバス作品 他出演:君島美香子、小野由佳
- 川崎軍二シリーズ 哀しみ横丁の女 (3月12日、グラフィティジャパン)共演:桜田由加里、牧村姫
- 新任女教師 痴漢 陵辱暴行レイプ (3月18日、SODクリエイト)共演:水咲ありみ
- 義父のカワイた指が私のなかへ 2 (3月20日、ホットエンターテイメント)
- 近親相姦 巨乳母の淫香 (4月9日、グローリークエスト)
- 憧れの女性 新・親友の母 (4月9日、グラフィティジャパン)
- THE巨乳女教師 3 (6月3日、ドリームチケット)他出演:真中優、水月マリア
- 女を玩具にするオンナ (6月4日、ワープエンタテインメント)共演:椎名実果、相馬美雨
- 若妻レズレイプ 夫の前で犯されて (7月8日、アタッカーズ)共演:朝比奈ゆい
- THE巨乳キャンペーンガール (7月8日、ドリームチケット)他出演:神崎優、麻生千尋
- 息子に襲われた義母 (7月20日、ネクストイレブン)
- アタッカーズ7周年記念スペシャル 淫獣女狐の欲望 (8月8日、アタッカーズ)共演:姫咲しゅり、筒見友、杉森風緒、岡崎美女、三咲まお、つかもと友希、小室芹奈、渡瀬晶
- ザ・タブー家族 義母がすけべで身がもたない 3 (9月10日、東京音光)
- そ〜れ!イクわよ〜 義母さんバレー 失神アタック (10月15日、東京音光)共演:岡田裕美、望月加奈
- 憧れの女性 新・親友の母 3 (10月19日、グラフィティジャパン)共演:友田真希
- 親友の母 (12月17日、グラフィティジャパン)…共演:友田真希
- 義母と息子 お忍び旅行 2 (12月17日、東京音光)

2005年
- 義母に責められてボクはもう… (1月14日、東京音光)
- 憧れの女性 新・親友の母 5 美熟女饗艶編 (1月21日、グラフィティジャパン)共演:美月ゆうこ、桜月舞
- 肉獄 近親相姦 3 愛のコリーダ (3月7日、ルビー)他出演:梶原まゆみ 他
- 女囚牢獄 (3月5日、ジェイモデル)共演:伊藤楓、白山ゆり
- 喪服愛奴隷 (5月25日、マドンナ)共演:小林みゆき
- 川崎軍二シリーズ 新・友の母 (6月1日、グラフィティジャパン)共演:岬レイナ、高田純、橘祐子、山咲海音
- ザ・レズ地獄 19 (8月12日、東京音光)…共演:小澤志乃 他
- ボディコン熟女 7 〜癒しの快楽6美人〜 (8月25日、マドンナ)他出演:福田静香、宮沢えりな、日野麻理子、観乃ひろみ、斉藤千春
- セレブ妻の変態セックス (9月25日、マドンナ)他出演:観乃ひろみ、宮沢えりな
- 18禁 メイド物語 (10月20日、SODクリエイト)共演:桃瀬えみる、琴乃、北川絵美
- 肉獄 近親相姦 7 陵辱!女系家族 (11月18日、ルビー)共演:増田ゆり子、中村京子
- 新・母子相姦遊戯 母と娘 #1 (12月7日、グローバルメディアエンタテインメント)…共演:月羽理名、中井真理子
- 巨乳熟女王 突撃!逆ナンパ (12月23日、ビースバル)他出演:友崎亜希、紫彩乃、望月朋子
- ある近親愛の父娘 陵辱された美熟女たち (12月25日、ルビー)共演:芹沢典子、内藤由美
- 友達の母 37 〜禁断の性〜 (12月25日、マドンナ)他出演:福田静香、日野麻理子

2006年
- 爆乳淫乱3姉妹 (4月25日、マドンナ)共演:風間ゆみ、増田ゆり子
- GOKAN 5 (5月7日、アタッカーズ)共演:坂本麻弥、薫まい、上原空、沢木愛、愛みこ、上原留華
- 大奥 淫の乱 花びら燃ゆ (7月28日、マックス・エー)共演:吉沢明歩、みひろ、紫彩乃、みずなあんり、華沢レモン、海老原しのぶ、宮路奈々、のあ
- 四畳半襖の下張り 2 洲崎遊郭の遊女たち (8月25日、ルビー)共演:青井マリ、美里琉季
- 大奥 蕾の乱 明日への契り (8月31日、マックス・エー)共演:みひろ、吉沢明歩、みずなあんり、白鳥るり、しのざきさとみ、華沢レモン、海老原しのぶ、宮地奈々、のあ
- 隣のエロ気持ちいい奥さん (11月20日、ネクストイレブン)他出演:望月加奈、木下まお、赤坂あい、長谷川美紅 他

2007年
- 看守に犯られた女囚達 (2月20日、ネクストイレブン)他出演:ささきふう香、伊藤楓、市川涼子、白石ゆり
- 超威圧系 中折れしたらぶっ飛ばすよ! (5月25日、レイディックス)共演:川村あんな（村上アンナ）
- エロス地獄 底なし家族の美味しい関係 3 (7月13日、東京音光)共演:早坂めぐ
- 爆乳美熟女 最高の筆おろし! 7 (7月25日、マドンナ)共演:加山なつこ

## 出演

### オリジナルビデオ
- 新OLの性 人妻の性 2 (、マーメイド)
- 淋しい人妻たち (、TMC)
- 女教師の匂い (、TMC)
- 性犯罪白書 (、ピンクパイナップル)

### 映画
- 息子と寝る義母 初夜の寝床（2002年、Xces Film）‐ 椎名日和 役[1]